# Vallée du Madon (secteur Haroué / Pont-Saint-Vincent), du Brenon et carrières de Xeuilley
Vallée du Madon (secteur Haroué / Pont-Saint-Vincent), du Brenon et carrières de Xeuilley este o arie protejată (sit de importanță comunitară — SCI) din Franța întinsă pe o suprafață de 1.154 ha, integral pe uscat.

## Localizare
Centrul sitului Vallée du Madon (secteur Haroué / Pont-Saint-Vincent), du Brenon et carrières de Xeuilley este situat la coordonatele 48°31′59″N 6°08′31″E / 48.53306°N 6.14194°E.

## Înființare
Situl Vallée du Madon (secteur Haroué / Pont-Saint-Vincent), du Brenon et carrières de Xeuilley a fost declarat arie specială de conservare în baza directivei 92/43 din 1992 referitoare la conservarea habitatelor naturale și a faunei și florei sălbatice pentru a proteja 13 specii de animale.

## Biodiversitate
Situată în ecoregiunea continentală, aria protejată conține 5 habitate naturale: Pajiști uscate seminaturale și facies de acoperire cu tufișuri pe substraturi calcaroase (Festuco-Brometalia) (* situri importante pentru orhidee), Păduri aluvionare cu Alnus glutinosa și Fraxinus excelsior (Alno-Padion, Alnion incanae, Salicion albae), Fânețe de joasă altitudine (Alopecurus pratensis, Sanguisorba officinalis), Cursuri de apă de la nivel de câmpie la nivel montan, cu vegetație Ranunculion fluitantis și Callitricho-Batrachion, Râuri cu maluri nămoloase cu vegetație de Chenopodion rubri p.p. și Bidention p.p..
La baza desemnării sitului se află mai multe specii protejate:
- amfibieni (2): izvoraș-cu-burta-galbenă (Bombina variegata), triton cu creastă (Triturus cristatus)
- mamifere (5): castor (Castor fiber), liliac cărămiziu (Myotis emarginatus), liliac comun (Myotis myotis), liliacul mare cu potcoavă (Rhinolophus ferrumequinum), liliacul mic cu potcoavă (Rhinolophus hipposideros)
- nevertebrate (2): fluturele purpuriu (Lycaena dispar), Oxygastra curtisii
- pești (4): zvârluga (Cobitis taenia), zglăvoacă (Cottus gobio), Cottus rhenanus, boarță (Rhodeus amarus)

Pe lângă speciile protejate, pe teritoriul sitului au mai fost identificate 3 specii de păsări, 3 specii de amfibieni, 8 specii de mamifere.